# Distrito de San Javier de Alpabamba
El distrito de San Javier de Alpabamba es uno de los diez distritos que conforman la provincia de Páucar del Sara Sara, ubicada en el departamento de Ayacucho, en el Perú.

## Historia
El distrito de San Javier de Alpabamba fue creado el 24 de julio de 1952, mediante ley N° 11855, en el gobierno del presidente Manuel Odría.

## División administrativa
Se divide en 14 centros poblados:
- Alpabamba
- Alpahuaycco
- Casma-Pallapalla
- Challhua
- Chilloreta
- Colpar
- Huallhua
- Huayrana
- Inca
- Lanccochayocc
- Llayo
- Lucmani
- San Javier de Alpabamba
- Soteca

## Festividades
- 08 Setiembre: Festividad en honor a la Virgen de Cocharcas

## Autoridades

### Municipales
- 2019 - 2022[2]
  - Alcalde: Santos Sabino Calla Cayo, de Musuq Ñan.
  - Regidores:

  1. Manuel Huachaca Pacheco (Musuq Ñan)
  2. María Cristina Cano Inca (Musuq Ñan)
  3. María Benigna Flores Maldonado (Musuq Ñan)
  4. Maribel Pilar Mendoza Condori (Musuq Ñan)
  5. Mercedes Justina Huamaní Huamaní (Movimiento Independiente Innovación Regional)